# Tassaduq Hussain
Tassaduq Hussain – pakistański urzędnik i dyplomata.
Pełnił między innymi funkcję dyrektora (1994-1997 i 2004-2005)  i dyrektora generalnego Foreign Service of Pakistan (2005-2007).
Był pracownikiem placówek dyplomatycznych w Pekinie (1987-1994), Londynie (1997-2000) i Dausze (2001-2004), pełnił również funkcję konsula generalnego w Toronto (2007-2009). Od 31 sierpnia 2009 piastuje urząd ambasadora w Turkmenistanie.